# Amerykański system edukacyjny w polskich szkołach średnich
Amerykański system edukacyjny w polskich szkołach średnich – alternatywny system edukacyjny w szkołach średnich oparty na funkcjonującym w Stanach Zjednoczonych i Kanadzie systemie „Core curriculum”. Zawarte w nim innowacje mają na celu podniesienie poziomu kształcenia oraz indywidualizację procesu nauczania, która uwzględniałaby osobiste predyspozycje ucznia i jego plany na przyszłość. System został zatwierdzony przez MEN decyzją DKO-723-101/93.

## Opis systemu
Rok szkolny podzielony jest na trymestry. W liceach ogólnokształcących o trzyletnim cyklu kształcenia uzyskano łącznie 8 trymestrów (ostatni jest nieco wydłużony). Nie ma klas w tradycyjnym rozumieniu. Przedmioty szkolne realizowane są w formie tzw. kursów. Liczba kursów uzależniona jest od ramowego planu nauczania. Zamiast tradycyjnych stopni szkolnych uczniowie otrzymują punkty, które pod koniec trymestru przeliczane są na oceny według przyjętej skali procentowej. Każdemu kursowi przypisano określoną liczbę punktów do zdobycia (zwykle 100 pkt). Ocenę roczną i końcową wylicza się na podstawie średniej arytmetycznej zdobytych punktów z poszczególnych kursów. 
System dydaktyczny zbudowany jest zwykle z trzech komponentów: programu podstawowego, programu specjalizacji i dodatkowych kursów do wyboru.

## Polskie szkoły średnie o systemie amerykańskim
- IV Liceum Ogólnokształcące im. kpt.pil.Eugeniusza Horbaczewskiego w Zielonej Górze[1]
- II Liceum Ogólnokształcące im. Marii Skłodowskiej-Curie w Gorzowie Wielkopolskim[2]
- Liceum Ogólnokształcące im. Władysława Broniewskiego w Strzelcach Opolskich[3]